# Jenny Valentine
Jenny Valentine (Cambridge, 1970) is een Britse kinderboekenschrijfster.
In 2007 publiceerde Valentine haar eerste en bekendste boek, Finding Violet Park. Ze won daarmee in 2007 de jaarlijkse Guardian Children's Fiction Prize, een bekende Britse prijs toegekend door een jury van kinderboekenschrijvers. Daarna heeft ze meer boeken geschreven voor jongvolwassenen zoals Gebroken Soep (Broken Soup), Door het vuur (Fire Colour One), The Ant Colony (in het Nederlands vertaald als Mierenkolonie) en Us in the before and after (in het Nederlands vertaald als Wij, ervoor en erna).
Valentine woont sinds 2008 in Glasbury in het oosten van Wales met haar echtgenoot en hun twee kinderen. Samen hebben ze een natuurvoedingswinkel in het nabijgelegen Hay-on-Wye.
- Bibliothèque nationale de France: cb16182783r (data)
- Catàleg d'autoritats de noms i títols de Catalunya: 981058510280006706
- Gemeinsame Normdatei: 136932878
- International Standard Name Identifier: 0000 0000 8160 1182
- Library of Congress Control Number: nb2007009678
- Nationale Bibliotheek van Letland: 000222753
- Nationale bibliotheek van Australië: 46009626
- Nationale Bibliotheek van Israël: 987007313978905171
- Nederlandse Thesaurus van Auteursnamen: 311817122
- Système universitaire de documentation: 142554014
- Trove: 1472466
- Virtual International Authority File: 81194872
- WorldCat: E39PBJvRRMkMVmpVhtBJCgwBfq